# جيمس بيبيري
جيمس بيبيري (بالإنجليزية: James Biberi)‏ مواليد 28 يوليو 1965 في جاكوفا، كوسوفو، يوغوسلافيا، هو ممثل أمريكي من أبرز الأعمال التي شارك فيها قيادة والشجاع.

## الأعمال
| السنة | العمل                                  | الدور     |
| ----- | -------------------------------------- | --------- |
| 1998  | ملروس بليس                             |           |
| 1999  | أز ذا وورلد تيرنز                      |           |
| 2000  | آل سوبرانو                             |           |
| 2002  | القانون والنظام: الوحدة الخاصة للضحايا |           |
| 2003  | الجنس والمدينة                         |           |
| 2004  | الكنز الوطني                           |           |
| 2005  | المنتجان                               |           |
| 2006  | القانون والنظام: النية الإجرامية       | تيد برونو |
| 2007  | الشجاع                                 |           |
| 2011  | قيادة                                  | كوك       |
| 2013  | سقوط الرجل الميت                       |           |
| 2014  | القائمة السوداء                        |           |

## روابط خارجية
- جيمس بيبيري على موقع IMDb (الإنجليزية)
- جيمس بيبيري على موقع ألو سيني (الفرنسية)
- جيمس بيبيري على موقع أول موفي (الإنجليزية)
- جيمس بيبيري على موقع قاعدة بيانات الأفلام السويدية (السويدية)
- جيمس بيبيري على موقع قاعدة بيانات الفيلم (الإنجليزية)
- جيمس بيبيري على موقع كينوبويسك (الروسية)